# Pangonius granatensis
Pangonius granatensis är en tvåvingeart som först beskrevs av Gabriel Strobl 1906.  Pangonius granatensis ingår i släktet Pangonius och familjen bromsar. Inga underarter finns listade i Catalogue of Life.